# Heteromunia pectoralis
El diamante pectoral (Heteromunia pectoralis) es una especie de ave paseriforme de la familia Estrildidae endémica de Australia. Es la única especie del género Heteromunia.

## Distribución y hábitat
Se encuentra únicamente en el norte de Australia, donde su hábitat natural son las sabanas secas y los herbazales tropicales y subtropicales de tierras bajas.
En 2007, la Unión Internacional para la Conservación de la Naturaleza bajó su calificación de especie casi amenazada a especie bajo preocupación menor al encontrarse grandes bandadas de esta especie en varios emplazamientos.